# Mesochytriomycetes
Mesochytriomycetes é uma classe de fungos do grupo dos quitrídios pertencente à divisão Chytridiomycota. São pequenos fungos parasitas, muitos deles aquáticos.

## Descrição
Apresentam talo simples, com esporângios epibióticos não operculados, monocêntricos, com desenvolvimento endógeno e rizóides pouco ramificadas próximos à base do esporângio. Os zoósporos centríolos orientados num ângulo de ca. 30° para o cinetossoma. Vivem em água doce, onde são parasitas de algas. Reproduzem-se por reprodução assexuada usando zoósporos.

## Classificação
Na sua presente circunscrição taxonómica o grupo apresenta a seguinte estrutura:
- Mesochytriomycetes
  - Gromochytriales
  - Mesochytriales